# Édouard Drouyn de Lhuys

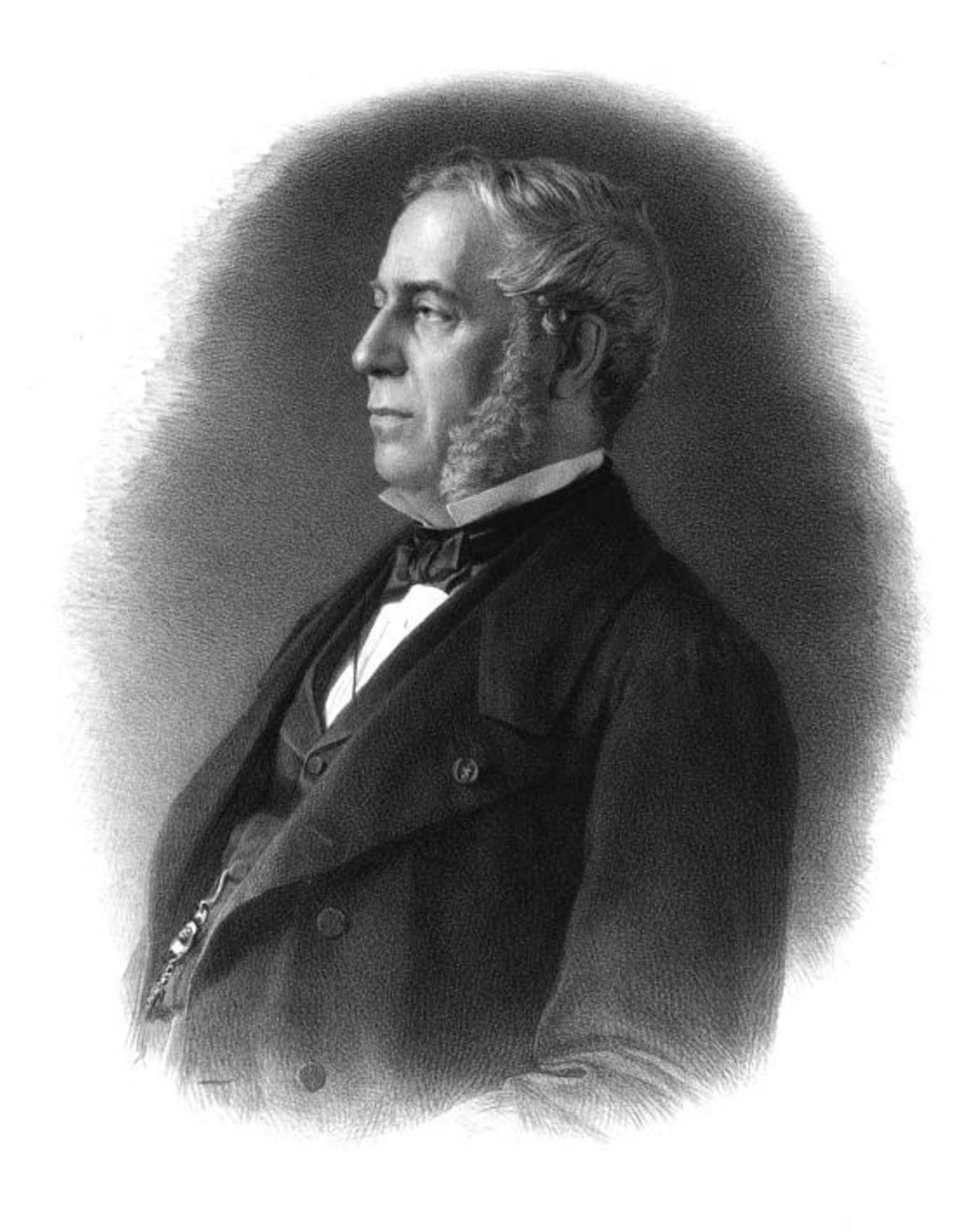
Édouard Drouyn de Lhuys door Auguste Lemoine.

Édouard Drouyn de Lhuys (Parijs, 19 november 1805 - aldaar, 1 maart 1881) was een Frans diplomaat en politicus.

## Biografie

### Achtergrond, opleiding en vroege carrière
Édouard Drouyn de Lhuys stamde uit een adellijke familie. Hij bezocht het Lycée Louis-le-Grand in Parijs en studeerde vervolgens rechten (1825-1830) en begon aan een diplomatieke carrière. In 1830 werd hij gezantschapsattaché in Madrid en van 1833 tot 1836 was hij ambassadesecretaris in Den Haag. Daarna was hij tot 1840 ambassadeur in Madrid. Na zijn terugkeer in Frankrijk werd hij door premier Adolphe Thiers tot directeur van de Directie Handelsaangelegenheden van het ministerie van Buitenlandse Zaken benoemd. In 1842 werd hij in de Kamer van Afgevaardigden (Chambre des Députés) gekozen. 
Édouard Drouyn de Lhuys voerde als Kamerlid felle oppositie tegen premier Guizot en diens kabinet. Hij verloor wegens zijn oppositie tegen de regering zijn staatsambt. Hierna sloot hij zich aan bij de Reformbeweging, die bijdroeg aan de val van de Julimonarchie in februari 1848.
Édouard Drouyn de Lhuys werd in 1848 in de Nationale Grondwetgevende Vergadering (Assemblée Nationale Constituante) gekozen. In mei 1848 werd hij gekozen tot voorzitter van de commissie Buitenlandse Zaken. In 1849 volgde zijn verkiezing in de Nationale Wetgevende Vergadering (Assemblée Nationale Législative).

### Minister van Buitenlandse Zaken
Na de verkiezing van Lodewijk Napoleon Bonaparte tot president, werd Drouyn op 20 december 1848 benoemd tot minister van Buitenlandse Zaken in het kabinet-Barrot. In juni 1849 werd hij benoemd tot buitengewoon gezant in Londen. Van 10 tot 24 januari 1850 was hij opnieuw minister van Buitenlandse Zaken in het kabinet-d'Hautpoul. Nadien was hij nauw betrokken bij de voorbereiding van de staatsgreep van 2 december 1851.
Na de geslaagde staatsgreep werd Drouyn door president Lodewijk Napoleon Bonaparte, die enige tijd later als keizer Napoleon III de troon besteeg, benoemd tot minister van Buitenlandse Zaken in de regering-Bonaparte III op 28 juli 1852. In april 1855 was hij de voornaamste Franse onderhandelaar tijdens de besprekingen (Congres van Wenen) die een einde moesten maken aan de Krimoorlog. Hij bereikte een voorlopige overeenkomst met de Britten en de Oostenrijkers, maar toen de keizer de overeenkomst verwierp, nam Drouyn ontslag (7 mei 1855).
Na het ontslag van Édouard Thouvenel, werd Drouyn op 15 oktober 1862 voor de vierde, en laatste keer, minister van Buitenlandse Zaken. Hij ijverde vervolgens naar goede betrekkingen met Italië (ofschoon hij persoonlijk sympathieën had voor de Kerkelijke Staat) en streefde hij naar een alliantie met Oostenrijk, vooral bedoeld om Pruisen, dat naar Duitse eenheid streefde, een halt toe te roepen. Toen Napoleon III in 1866 besloot na overleg met Otto von Bismarck om niet aan de zijde van Oostenrijk tegen Pruisen te strijden tijdens de Pruisisch-Oostenrijkse Oorlog, trad Drouyn als minister af (1 september 1866). Hij bleef niettemin een invloedrijk persoon.
Met de stichting van Derde Franse Republiek in september 1870 kwam er aan zijn politieke invloed een einde. Hij was vervolgens werkzaam voor de Académie des Sciences Morales et Politques en was voorzitter van de Académie d'Agriculture de France.
Édouard Drouyn de Lhuys overleed in Parijs op 1 maart 1881, op 75-jarige leeftijd.